# Idioma kiga
El Kiga (también llamado Rukiga, Ruchiga o Chiga ) es una lengua bantú de Uganda. Kiga es muy similar y parcialmente inteligible con el idioma Nkore, su pariente más cercado. Fue escrito por primera vez en la segunda mitad del siglo XIX. El kiga se habla principalmente en la antigua región de Kigezi en la región más meridional de Uganda.
Kiga es tan similar a Nkore (84%-94% de similitud léxica ) que algunos argumentan que son dialectos del mismo idioma, llamado Nkore-Kiga.

## Fonología
|         | Frente | Central | Atrás |
| ------- | ------ | ------- | ----- |
| Cerrada | i      |         | u     |
| Medio   | ɛ      |         | o     |
| Abierto |        | a       | a     |

- Los sonidos /i, u/ también pueden llegar a [ɪ, ʊ] cuando son cortos o laxos.
- El sonido /a/ puede variar desde un sonido central [ä] hasta un sonido posterior [ɑ].

|                      |            | Labial | Alveolar | Alveolar post./Palatal | Velar | glotal |
| -------------------- | ---------- | ------ | -------- | ---------------------- | ----- | ------ |
| Nasal                | Nasal      | m      | n        | ɲ                      | ŋ     |        |
| Explosivo / Africada | sorda      | p      | t        | t͡ʃ                     | k     |        |
| Explosivo / Africada | expresado  | b      | d        | d͡ʒ                     | g     |        |
| Fricativa            | sorda      | f      | s        | ʃ                      |       | h      |
| Fricativa            | expresado  | v      | z        | ʒ                      |       |        |
| Trino                | Trino      |        | r        |                        |       |        |
| Aproximado           | Aproximado |        |          | j                      | w     |        |

- El sonido /r/ también se puede escuchar como un deslizamiento [ɹ] en variación libre.
- El sonido /b/ se puede escuchar como [ʋ] en posiciones intervocálicas.[3]

## Ortografía
- a - [a]
- b - [b]
- ch/c - [t͡ʃ]
- d - [d]
- mi - [ɛ]
- f - [f]
- g - [g/gʲ]
- h - [h]
- i - [i]
- j - [d͡ʒ]
- k - [k/kʲ]
- m - [m]
- n - [n]
- ny - [ɲ]
- o - [ɔ]
- p - [p]
- r-[r]
- s-[s]
- t-[t]
- ts - [t͡s]
- u - [u]
- v-[v]
- w - [w]
- y - [j]
- z - [z]

Otras letras se utilizan también:
- ai - [ai̯]
- ei - [ɛi̯]
- gy - [ɟ]
- k - [c]
- mp - [ᵐp]
- mw - [ᵐw]
- nd - [ⁿd]
- ng - [ŋ]
- oi - [ɔi̯]
- sh - [ʃ][4]

## Gramática
Al igual que otras lenguas bantúes, el kiga tiene un sistema de clases de sustantivos en el que los prefijos de los sustantivos marcan la pertenencia a uno de los géneros de los sustantivos. Los pronombres, adjetivos y verbos reflejan el género sustantivo del nominal al que se refieren. Algunos ejemplos de clases de sustantivos incluye:
- mu – persona singular, por ejemplo, omukiga = habitante de la tierra de Kigezi
- ru – idioma, por ejemplo, Rukiga = lengua de los Kiga
- ba – gente, por ejemplo, Bakiga = El pueblo Kiga
- ki: costumbres o tradiciones, por ejemplo, kikiga (a veces escrito Kichiga ), describe la tradición religiosa común al pueblo Kiga. A veces la gente se llama 'Chiga' porque no entienden las reglas lingüísticas en relación con los prefijos.

El sonido [l] no es distintivo en Rukiga. En su lugar se utiliza la letra "r".